# Trox rudebecki
Trox rudebecki es una especie de escarabajo del género Trox, familia Trogidae. Fue descrita científicamente por Haaf en 1958.
Se distribuye por la región afrotropical. Habita en Estado Libre de Orange.